# Vasupujya

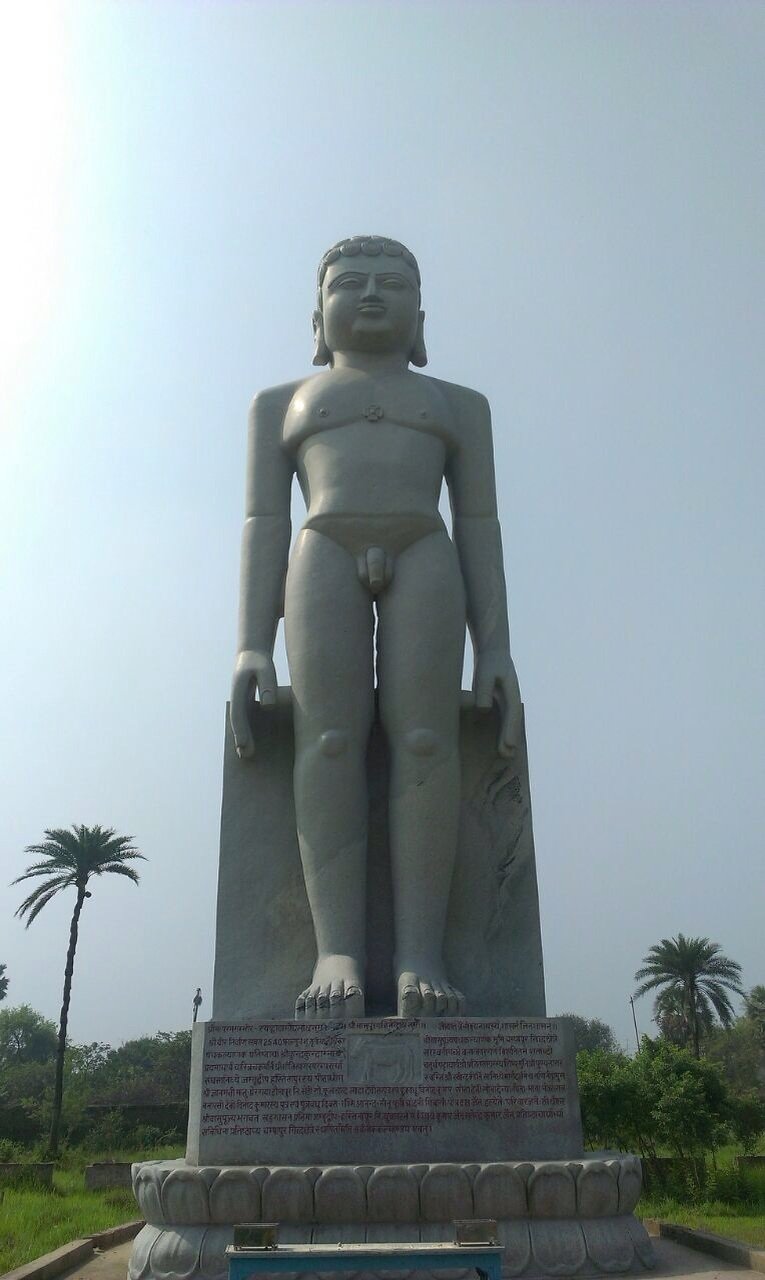
Estatua de Vasupujya en Champapur, Bihar.

Vasupujya es el duodécimo tirthankara en el jainismo de avasarpini (edad actual). Según las creencias jainistas, se convirtió en un siddha, un alma liberada que ha destruido todo su karma. Vasupujya nació del rey Vasupujya y la reina Jaya Devi en Champapuri en la dinastía Ikshvaku. Su fecha de nacimiento fue el decimocuarto día del mes Falgun Krishna del calendario indio. Nunca se casó y permaneció célibe. Alcanzó Kevala Jnana dentro del mes de Tapsya y Moksha en Champapuri, Biharen, India, el decimocuarto día de la brillante mitad del mes de Ashadh.